# پت نوین
 پت نوین  (به انگلیسی: Steve Clarke) (زاده ۶ سپتامبر ۱۹۶۳ - گلاسکو) بازیکن فوتبال سابق تیم ملی فوتبال اسکاتلند، باشگاه فوتبال چلسی و باشگاه فوتبال اورتون است.نوین ۵ فصل در باشگاه چلسی توپ زده‌است.همچنین وی ۲۸ بازی و ۵ گل ملی در کارنامه دارد.